# Alienoid
Alienoid (în hangul: 외계+인 1부; RR: Oegye+in 1bu, cu sensul de Alien+Human Part 1, Extraterestru+Uman Partea 1) este un film de acțiune de fantezie științifică sud coreean din 2022, regizat de Choi Dong-hoon⁠(d), cu Ryu Jun-yeol, Kim Woo-bin⁠(d) și Kim Tae-ri⁠(d) în rolurile principale. Filmul descrie o poveste extraordinară care se desfășoară pe măsură ce porțile timpului se deschid între sfârșitul dinastiei Goryeo și prezent în 2022, când apar extratereștrii. A fost lansat la 20 iulie 2022, în formatele IMAX și 4DX⁠(d). 
A fost produs în două părți. Partea a 2-a este programată să aibă premiera în 2024.

## Rezumat
Intriga filmului are loc în 3 cronologii, așa cum este explicat mai jos. Cronologia va fi explicată liniar diferit de modul de prezentare a acțiunii filmului.

### Cronologia 1: 1380 d.Hr
În prima cronologie stabilită în 1380 d.Hr., războinicii călugări încearcă să învingă un extraterestru și gazda lui umană, dar nu reușesc. Gardianul și Tunetul, doi roboți umanoizi, sosesc și extrag cu succes extraterestrul din gazda lui. Înainte de a muri, femeia îi cere Gardianului să aibă grijă de copilul ei, dar el îi explică că nu se pot amesteca în treburile umane. Gardianul și Tunetul pleacă folosind Cuțitul de Cristal, sursa lor de energie.

### Cronologie 2: 2012 d.Hr
Gardianul și Tunetul revin în cronologia lor, unde lucrează pentru a urmări și a reține extratereștrii evadați care posedă corpuri umane. Ei o cresc pe fetiță, Yian, fără să-și dezvăluie adevărata identitate. Yian descoperă adevărul și află despre prizonierii extratereștri și despre planul lor de a-și trezi liderul, Controlorul. Gardianul, Tunetul și Yian colaborează pentru a-l opri pe Controlor, dar acesta se trezește și încearcă să elibereze o substanță numită Haava pentru a face atmosfera Pământului potrivită pentru extratereștri. Gardianul reușește să inverseze procesul, dar Controlorul scapă.

### Cronologia 3: 1391 d.Hr
Gardianul, Tunetul și Yian călătoresc înapoi în timp din cauza unei confruntări cu Controlorul. Se prăbușesc, iar Gardianul este grav rănit. Yian este salvat de un servitor pe nume Mureuk, care mai târziu devine un vânător de recompense. Mureuk îl întâlnește pe Controlor și, fără să știe, devine noua lui gazdă. Zece ani mai târziu, Mureuk, acum un învățător de magie, caută un cuțit mistic numit Cuțitul Cerului. Îl întâlnește pe Yian, care acum este mare și caută același cuțit pentru a-l reînvia pe Tunet. Ei întâlnesc diverși indivizi, inclusiv Magicienii Duali, Dogturd și Călugărul Guru, care sunt toți conectați la planul extratereștrilor de a se întoarce pe planeta lor natală. Grupul se luptă cu extratereștrii și descoperă că Mureuk este gazda Controlorului.
În confruntarea finală, Lee Ahn, Mureuk, Magicienii Duali și Yian luptă împotriva extratereștrilor. Lee Ahn reușește să-l ademenească pe unul dintre extratereștri, în timp ce celălalt este învins. Se dezvăluie că Mureuk a fost gazda Controlorului tot timpul. Filmul se termină cu Lee Ahn scăpând de urmăritorul ei.

## Distribuție

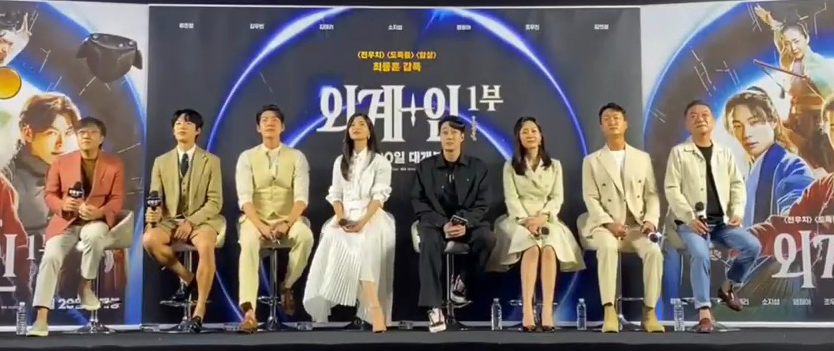
Distribuția filmului

- Ryu Jun-yeol ca Mureuk, un maestru spadasin stângaci și taoist care încearcă să dobândească o nouă sabie. [6]
- Kim Woo-bin⁠(d) în rolul Gardianului, o ființă supranaturală / robot care controlează și escortează prizonierii extratereștri. [7]
- Kim Tae-ri⁠(d) ca Lee Ahn, o femeie care trage cu tunete (armă de foc).[6] Ea călătorește peste tot pentru a găsi noua sabie în timp ce poartă un pistol.[8]
  - Choi Yu-ri ca tânăra Lee Ahn [9]
- So Ji-sub ca Moon Do-seok, un detectiv care este urmărit de extratereștri. [10]
- Yum Jung-ah⁠(d) ca Heug-seol, un magician din Samgaksan⁠(d) (Piscurile Duble).[11]
- Jo Woo-jin⁠(d) ca Cheong-woon, un magician din Samgaksan (Piscurile Duble).[12]
- Kim Eui-sung⁠(d) ca Ja-jang, un om mascat care vrea sabia divină.[12]
- Lee Hanee⁠(d) ca Min Gae-in, o femeie care este curioasă de identitatea Gardianului [13]
- Shin Jung-geun⁠(d) ca Laba de Dreapta, un adept al lui Mureuk, care apare din evantaiul acestuia.[14]
- Lee Si-hoon ca Laba de Stânga, un adept al lui Mureuk, care apare din evantai.[14]
- Yoo Jae-myung⁠(d) ca Hyun-gam [15]
- Ji Kun-woo ca Bărbatul în Costum, un bărbat care apare într-un costum modern în perioada dinastiei Goryeo. [15]
- Kim Hae-sook ca o bătrână din Goryeo.[15]
- Kim Dae-myung⁠(d) ca Tunetul (voce), un robot care se ocupă de prizonierii extratereștri.[16]
- Jeon Yeo-been⁠(d) ca Hong Eon-nyeon, o femeie cu un prizonier extraterestru prins în corpul ei. [17]
- Shim Dal-gi⁠(d) ca mireasă, care este înlocuită de Lee Ahn. [18]
- Yoon Byung-hee ca un șaman care luptă împotriva lui Muruk. [19]
- Kim Ki-cheon ca Gaeddongi, un bărbat care cunoaște locul sabiei divine. [16]
- Yoon Kyung-ho⁠(d) ca pacient la Spitalul Jisan [16]
- Ok Ja-yeon⁠(d) ca medic la Jisan Hospita [16]

## Producție
Ambele părți ale seriei Alienoid au fost filmate împreună, filmările au început în martie 2020 și s-au încheiat în aprilie 2021, cu un total de 387 de zile. Costul de producție al ambelor părți a fost estimat la 33 miliarde ₩.